# Pyrausta matronulalis
Pyrausta matronulalis là một loài bướm đêm trong họ Crambidae.